# Jules-Antoine Castagnary
Jules-Antoine Castagnary (Saintes, 11 aprile 1830 – Parigi, 11 maggio 1888) è stato un critico d'arte e giornalista francese.

## Biografia
Studiò giurisprudenza, ma non essendo di origini benestanti non riuscì a completare gli studi.
La censura che seguì il colpo di stato del 2 dicembre 1851 portò in lui un forte interesse per l’arte e la storia dell’arte. Vide un'apertura per comunicare e commentare la pienezza della società. Castagnary era un fervente sostenitore del "realismo" come arte che comunica attraverso le masse, come si può capire dal suo libro pubblicato nel 1857 “Philosophie du salon de 1857”.
Lavoro per varie riviste, ed il suo primo incarico fu alla “La Revue Moderne”. Dal 1861 al 1864 lavorò per le riviste “Pubblico” (1858), “L'Opinion National” (1860), “Le Mouvement” (1862) e “La Nouvelle Revue de Paris” (1864). In questo periodo scisse anche sul settimanale “Le courier du dimanche” dal 1861 al 1865. Nel 1865 divenneredattore capo di “Le Nain jaune”, una rivista politica di natura liberale; in questo periodo ebbe vari scontri con la censura e questo gli costò due settimane di reclusione nella prigione a Parigi “Sainte-Pélagie” nel febbraio del 1866. Successivamente iniziò a lavorare con “L'Epoque” dopo essersi dimesso da “Le Nain jaune”. Dal 868 al 1879 lavorò presso “Le Siècle”.
Dopo la caduta di Napoleone III Castagnary divenne il più stretto alleato di Léon Gambetta, ex Ministro degli affari interni e futuro Primo ministro francese, e venne eletto membro del consiglio comunale nel novembre del 1874. Rimase in quella posizione fino al 1879, quando venne nominato membro del “Conseil d’État”. Dal 1887 fino alla sua morte nel 1888 ricoprì la carica di direttore del “Des Beaux-Arts”. Fu sepolto nel Cimitero di Montmartre dove furono seppelliti moltissimi pittori, come Edgar Degas.

## Impressionismo
Jules Castagnary era un aderente realista. Riteneva che l'arte dovesse rappresentare la bellezza della natura e la percezione sensoriale che l'uomo ha di essa. Fu quindi una guida gli impressionisti che aveva sempre valutato in modo assolutamente positivo. Dopo la mostra organizzata dai pittori Camille Pizarro, Claude Monet, Alfred Sisley, Pierre-Auguste Renoir, Edgar Degas e Berthe Morisot nei locali di Nadar il 25 aprile 1874, Louis Leroy scrisse un articolo satirico dove usava il termine “impressionismo”. Jules-Antoine Castagnary non fu quindi il primo ad utilizzare questo termine, ma fu il primo ad utilizzarlo in modo vezzeggiativo.